# Montirat (Tarn)
Montirat é uma comuna francesa na região administrativa da Occitânia, no departamento de Tarn. Estende-se por uma área de 27.78 km², e possui 250 habitantes, segundo o censo de 2018, com uma densidade de 9.0 hab/km².